# Zemljevidi tujih življenj
Zemljevidi tujih življenj je roman slovenskega pisatelja Miha Mazzinija. Izšel je leta 2016.

## Zgodba
Robert končuje počitnice v Turčiji in od uličnega preprodajalca poceni kupi iPad. Ko prileti domov, so mediji polni novic o letalski nesreči, ki se je zgodila blizu Istanbula. Robert doume, da je kupil napravo, ukradeno žrtvam. Na njej najde serijo fotografij dveh mladih Arabcev, dekleta in fanta, ki pozirata s puško, noži in na nekaj fotografijah celo s plastičnim dojenčkom. Na eni od fotografij je viden del koledarja in ko Robert poveča sliko, lahko prebere ime mehanične delavnice v majhnem mestu, komaj uro in pol vožnje od njegovega doma. Okleva, a nazadnje se odpravi tja. Izve, da sta dekle in fant domačina in zagotovo nista bila na nesrečnem letalu. Dekle je izginilo že pred dvema mesecema, fant pa naj bi bil še vedno tu, četudi ga nikoli ni tam, kamor pride Robert. Robert ve, da bi se moral odpeljati domov in nehati brskati po tujih skrivnostih, predvsem zato, ker tudi sam skriva eno, usodno.

## Nominacije
Roman je bil uvrščen med deset finalistov za nagrado kresnik.
Roman so izbrali v Matching Books and Film program 65. puljskega filmskega festivala kot zanimiv predlog za televizijske serije in filme.